# Ковалі (Яворівський район)
Ковалі́ —  село в Україні, у Яворівському районі Львівської області. Населення становить 54 осіб. Орган місцевого самоврядування - Яворівська міська рада.